# Jean-Christophe Ammann
Jean-Christophe Ammann (* 14. Januar 1939 in Berlin; † 13. September 2015 in Frankfurt am Main) war ein Schweizer Kunsthistoriker und Kurator.

## Leben und Werk
Jean-Christophe Ammann, Sohn eines Chemikers, wuchs in einer deutschsprachigen Familie in Freiburg im Üechtland auf. Eigentlich wollte er Arzt werden, doch nach seiner Matura 1959 am Kollegium St. Michael studierte er Kunstgeschichte, Christliche Archäologie und deutsche Literatur. 1966 wurde er an der Universität Freiburg i. Üe. über das Werk von Louis Moilliet promoviert. Von 1966 bis 1968 war er Mitarbeiter von Harald Szeemann an der Kunsthalle Bern. Anschließend leitete er bis 1977 das Kunstmuseum Luzern. 1971 war er Schweizer Kommissar für die Biennale Paris und 1972 Mitarbeiter von Harald Szeemann bei der Konzeption der documenta 5, die „als interessanteste und einflussreichste in die Ausstellungsgeschichte eingegangen“ ist. 1978 war er Mitorganisator der Arte Natura im internationalen Pavillon der Biennale Venedig.
Ammann war mit der Künstlerin Judith Ammann verheiratet und lebte in Frankfurt am Main. Er starb im September 2015 nach langer Krankheit.

### Kunsthalle Basel
Von 1978 bis 1988 übernahm er die Leitung der Kunsthalle Basel. Zu seinen Antrittsbedingungen gehörten unter anderem bessere Lichtverhältnisse, teilweise Entfernung der Holzverschalung an den Wänden, ein durchgehender Anstrich mit ungebrochenem Weiss. Er zeigte jährlich sechs Ausstellungen mit internationalen wie schweizerischen Künstlern, darunter Gilbert & George, Martin Disler, Helmut Federle, Mario Merz und Rolf Winnewisser, die er bereits in Luzern vorgestellt hatte. Mit einer Vorliebe zur Malerei stellte Ammann in Basel Enzo Cucchi, Nicola de Maria, Francesco Clemente, Walter Dahn, Rainer Fetting, Georg Baselitz vor. Miriam Cahn hatte 1983 mit Kohlezeichnungen die erste institutionelle Ausstellung. 1987 zeigte er Lichtinstallationen von James Turrell „und öffnete damit unsere Erde auf Kosmisches hin“. 1988 öffnete er Richard Serra die Kunsthalle, der die langen Seitenwände des Oberlichtsaales mit je einem Streifen dichtester Graffitschraffur belegte und eine phantastische Veränderung der Raumwirkung erreichte. Seine etwa 60 Ausstellungen in Basel folgten einer großen Vielfalt und wurden nicht durch formale oder ideologische Grenzen eingeschränkt. Die gezeigten Werke behaupteten sich „… durch die «Qualität», für jeden Kunstfreund eine zwar feste, aber nie ganz definierbare Grösse. Für Ammann äussert sie sich unter anderem in der Summe der «Energie», die eine gestalterische Arbeit besitzen müsse.“ Daneben sorgte er dafür, dass eine Skulptur von Serra im Basler Wenkenpark aufgestellt wurde. Seit 1981 war Ammann Mitglied der Emanuel Hoffmann-Stiftung in Basel.

### Museum für Moderne Kunst
1989 wechselte Ammann nach Frankfurt am Main und eröffnete dort als Direktor am 6. Juni 1991 das neue, von dem Wiener Architekten Hans Hollein entworfene Museum für Moderne Kunst. Mit einer neuen Ausstellungsform, dem im Halbjahresrhythmus stattfindenden „Szenenwechsel“, der mit Hilfe privater Sponsoren insgesamt zwanzig Mal stattfand, gewann das neue Museum internationales Renommee. Bei den Szenenwechseln wurde der Bestand des Museums halbjährlich umgeordnet und dabei mit Neuzugängen, Leihgaben oder Sonderausstellungen angereichert. Ammann leitete das Haus bis Ende 2001, sein Nachfolger wurde Udo Kittelmann.
1995 war Ammann Kommissar des deutschen Pavillons auf der Biennale Venedig. Von 1989 bis 1997 war er Vorstandsvorsitzender der Hessischen Kulturstiftung, seit 1992 Lehrbeauftragter der Universitäten Frankfurt am Main und Gießen und seit 1998 Professor an der Universität Frankfurt am Main.
1999 wurde Jean-Christophe Ammann von der Deutschen Börse mit dem Aufbau einer Sammlung von künstlerischen Fotografien beauftragt. Zudem gehörte er dem Beirat der Kunstsammlung des Schweizer Bankhauses UBS an. Als Kurator war er unter anderem für die Ausstellung Crossart. Van Gogh bis Beuys in der Kunst- und Ausstellungshalle der Bundesrepublik Deutschland in Bonn (2005) und Im Anfang war das Wort… – Über die Sprache in der zeitgenössischen Kunst im Haus der Kunst in München (2006; mit Corinna Thierolf) tätig. Zwischen 2010 und 2015 kuratierte er (zusammen mit Anna Wesle) mehrere Ausstellungen im Museum Franz Gertsch in Burgdorf/Schweiz und in der Galerie Perpétuel in Frankfurt am Main.

## Nachlass
Nach seinem Ausscheiden aus dem Museum für Moderne Kunst überließ er 2001 dem Museum mehrere Werke aus seiner Privatsammlung sowie seine gesammelte Korrespondenz, die im Archiv Jean-Christophe Ammann inventarisiert wurde und 35 Jahre seiner kuratorischen Tätigkeit dokumentiert.

## Kuratierungen
Siehe: Liste der von Jean-Christophe Ammann kuratierten Ausstellungen in Basel
Er kuratierte weitere Ausstellungen (Auswahl):
- Lucie Beppler, Anke Röhrscheid, Elly Strik, Kunsthalle Palazzo, Liestal, Basel (2007)[12]
- Songlines, Balthasar Burkhard, Museum Franz Gertsch – Burgdorf Schweiz (2007)[13]
- Elly Strik, Laboratorio, Kunsthalle Lugano (2008)
- Sammlung Deutsche Börse mit Anne-Marie Beckmann, CO Berlin (2009)
- Scent of Desire, Balthasar Burkhard, Museum im Bellpark, Kriens (Luzern) (2009)
- Martina Essig, Laboratorio, Kunsthalle Lugano (2009)
- Die Bilder tun was mit mir: Sammlung Frieder Burda, Museum Frieder Burda, Baden-Baden (in Kooperation mit Patricia Kamp) (2010)
- A rebours: Martin Eder, Elly Strik, Caro Suerkemper, Christoph Wachter, Centre Culturel Suisse, Paris (2010)[14]
- Joseph Beuys – Energieplan, Stiftung Schloss Moyland (2010)
- Kathrin Borer, Laboratorio, Kunsthalle Lugano (2010)
- Annika van Vugt, Stiftung der Frankfurter Sparkasse 1822, Frankfurt am Main (2015)[15]

## Zitate
„Ich denke, dass die Kunst weiterhin ihre Substanz beziehen muss aus der Erforschung des Selbst und aus einem Bewusstsein und Denken von Gegenwart. Dieses Denken von Gegenwart ist das Schwierigste, weil ich das Diffuse präzis und das Präzise diffus denken muss. An diesem Auftrag des Künstlers, in dieser Gesellschaft tätig zu sein, hat sich überhaupt nichts geändert.“

## Ehrungen und Auszeichnungen
- 1993: Deutscher Kritikerpreis für Bildende Kunst
- 1999: Französischer Ordre des Arts et des Lettres (Offizier)
- 2001: Kulturpreis der Theo Wormland-Stiftung, München
- 2003: Goetheplakette der Stadt Frankfurt am Main
- 2006: Preisträger des Dr.-Herbert-Zapp-Initiativ-Preises

## Schriften
- Bei näherer Betrachtung. Zeitgenössische Kunst verstehen und deuten. Westend Verlag, Frankfurt am Main 2009, ISBN 978-3-938060-43-8.
- Französische Ausgabe: En y regardant mieux. Les Presses du Reél, Dijon, 2010, ISBN 978-2-84066-397-3.
- Ein Briefwechsel (mit Ankalina Dahlem). Katalog zur Ausstellung. Hrsg.: Galerie Bernd Slutzky, Frankfurt am Main 2001, ISBN 3-9805670-7-9
- mit Harald Szeemann: Von Hodler zur Antiform, Geschichte der Kunsthalle Bern. Benteli Verlag, Bern 1970, Neuauflage 2005.
- Louis Moilliet. Das Gesamtwerk. DuMont Schauberg, Köln, 1972.
- mit Christmut Präger: Museum für Moderne Kunst und Sammlung Ströher, Schriften des Museums für Moderne Kunst, Frankfurt am Main 1992. ISBN 978-3-88270-464-8
- Bewegung im Kopf. Lindinger + Schmid, Regensburg 1993.
- Rémy Zaugg – Gespräche mit Jean-Christophe Ammann. Cantz Verlag, Parkett Verlag, Stuttgart 1994.
- mit Rolf Lauter: Peter Fischli; David Weiss: Raum unter der Treppe, Schriften des Museums für Moderne Kunst, Frankfurt am Main 1995. ISBN 978-3-89322-761-7
- Kulturfinanzierung. Lindinger + Schmid, Regensburg 1995.
- Annäherung. Über die Notwendigkeit der Kunst. Lindinger + Schmid, Regensburg 1996.
- Alighiero Boetti 1965-1994, Galleria Civica d'Arte Moderna e Contemporanea, Turin, 1996; Musée d'Art Moderne, Villeneuve d'Ascq, 1996-1997; Museum Moderner Kunst, Stiftung Ludwig Wien, 20er Haus, 1997. ISBN 978-88-202-1174-5
- Das Glück zu sehen. Kunst beginnt dort, wo der Geschmack aufhört. Regensburg: Lindinger und Schmid, 1998, ISBN 3-929970-35-X.
- Robert Strübin. Musik sehen, Bilder hören. Hrsg. vom Verein ZwischenZeit, mit einem Vorwort von Jean-Christophe Ammann, Schwabe Verlag, Basel 2010, ISBN 978-3-7965-2699-2.
- Bei näherer Betrachtung. Westend Verlag, Frankfurt am Main 2007.
- Bei näherer Betrachtung. Westend Verlag, 3. erweiterte Auflage, Frankfurt am Main 2009.
- En y regardant mieux. Les presses du réel, Saint-Etienne 2010.
- Kunst? – Ja, Kunst – Die Sehnsucht der Bilder. Westend Verlag, Frankfurt am Main 2014.
- Alighiero Boetti, Catalogo Generale. Electa Editore, Mailand, Band I, 2011; Band II, 2012; Band III/1, 2015.
- Alighiero Boetti, Catalogo Generale. Tomo primo, 1961–1971, Mailand 2009.
- Alighiero Boetti, Catalogo Generale. Tomo secondo, 1972–1978, Mailand 2012.
- Alighiero Boetti, Catalogo Generale. Tomo terzo, parte I, 1979–1987, Mailand 2015